# Belleair Bluffs
Belleair Bluffs – miasto w Stanach Zjednoczonych, w stanie Floryda, w hrabstwie Pinellas.